# Personaggi di Grachi
Questa voce contiene un elenco dei personaggi presenti nella telenovela Grachi.

## Personaggi principali
- Graciela "Grachi" Alonso (stagioni 1-3), interpretata da Isabella Castillo, doppiata da Chiara Oliviero.
È la protagonista femminile. Nella prima stagione si trasferisce a Città Incantata insieme al padre Francisco e comincia a frequentare l'Escolarium, dove conosce nuovi amici e il suo primo amore, Daniel. Inizialmente è amica di Matilda, ma dopo poco le due diventano nemiche per l'interesse comune che hanno per Daniel; la migliore amica di Grachi diventa quindi Mecha. Con il passare del tempo scopre di aver ereditato dei poteri magici dalla madre defunta Maggie, che era una strega, e di essere la Prescelta, ovvero la strega più potente. Alla fine della stagione, unisce le forze con Matilda per sconfiggere la Direttrice dell'Escolarium, che trasformano in un cane. A causa della distruzione del magico libro Hecsoren, però, entrambe le ragazze perdono i poteri, ma Grachi li recupera poco tempo dopo; tuttavia, tace la cosa a Daniel, diventato il suo ragazzo, perché a lui non piace la magia. Nella seconda stagione lei e Daniel si lasciano più volte a causa di Mía, una nuova strega interessata al ragazzo, ma nell'ultimo episodio, durante il matrimonio di Francisco, tornano insieme. Nella terza stagione conosce Axel, che le fa credere di essere innamorato di lei per rubarle i poteri e diventare il Prescelto. Dopo aver scoperto che stare con la Prescelta è pericoloso perché è una strega malvagia molto potente, lascia Daniel e ha una breve storia con Axel, che termina quando scopre il suo piano. Nel corso della stagione viene anche a conoscenza che la sua missione come Prescelta è guidare i maghi alla conquista del mondo degli esseri umani, e per questo, nell'ultimo episodio, rivela l'esistenza della magia a tutti gli studenti dell'Escolarium, tornando anche insieme a Daniel. I suoi poteri sono di colore rosa.

- Daniel Alejandro Esquivel (stagioni 1-3), interpretato da Andrés Mercado, doppiato da Mattia Ward.
È il protagonista maschile e il capitano della squadra di nuoto della scuola, gli Squali, composti da Guillermo, Diego, Chema e Tony. Figlio di Cristina e Ricardo Esquivel, ha tre fratelli, Luis, Roberto e Melanie, ed è allergico alle farfalle; il suo migliore amico è Chema, che è anche suo cugino. Inizialmente è fidanzato con Matilda, ma nel corso della prima stagione la lascia e diventa il ragazzo di Grachi, anche se non gli piace la magia. Per questo, quando nella seconda stagione scopre che Grachi gli ha tenuto nascosto di avere di nuovo i poteri, la lascia perché si sente tradito. Nel corso della stagione, a causa di un incantesimo lanciato da Mía, comincia a comportarsi in malo modo e per questo viene espulso dagli Squali; si trasferisce, quindi, alla Moderna ed entra nei Delfini, ma poi torna a nuotare con gli Squali e ricomincia a uscire con Grachi: l'essere entrato in possesso dei poteri di Matilda per un breve periodo di tempo, durante il quale ha combinato molti guai, gli ha fatto capire cosa provi Grachi e lo ha portato ad accettare la magia. Nella terza stagione diventa rivale di Axel nel nuoto e per l'amore di Grachi, che lo lascia perché pensa di fargli del male con la magia, ma poi nell'ultimo episodio tornano insieme.

- Matilda Román (stagioni 1-2), interpretata da Kimberly Dos Ramos, doppiata da Monica Gradilone e da Eleonora Reti (ep. 1x65-1x76).
È la ragazza più bella e popolare della scuola e la vicina di casa di Grachi e Daniel. Nella prima stagione scopre di essere una strega e, essendo egocentrica e vendicativa, decide di utilizzare i propri poteri per tener lontana Grachi da Daniel, il suo fidanzato. È inoltre il capo delle Pantere Rosse, formate da Dotty, Katty e Betty, e vive con la madre Úrsula in una villa. Si allea con la Direttrice per distruggere Grachi, ma alla fine unisce le forze con quest'ultima, perdendo i poteri durante lo scontro con la Direttrice, che viene trasformata in un cane. Nella seconda stagione comincia a uscire con Diego e recupera i poteri nell'episodio 42 grazie a un'invenzione di Leo. Inizialmente è contraria al matrimonio della madre con Francisco, ma poi accetta la cosa perché Grachi le apre gli occhi, facendole capire che in fondo vuole che Úrsula sia felice. Nella terza stagione, però, non sopportando di vivere con Grachi, si trasferisce dalla nonna senza tornare in città dopo le vacanze estive, rompendo, così, anche la sua relazione con Diego. Chiama Grachi "Grachitonta", "Grachilona" o "Grachihuahua", e Mecha "Mosca Mecha". I suoi poteri sono di colore verde.

- Diego Forlán (stagioni 1-3), interpretato da Rafael de la Fuente, doppiato da Emanuele Ruzza.
È il migliore amico di Guillermo, che conosce fin dall'infanzia, ed è in tutte le squadre sportive della scuola, compresi gli Squali. È il fratello di Rosa, con la quale non è in buoni rapporti, e Alejandra, ed è innamorato di Matilda. Nella prima stagione comincia a lavorare al Club 7 e scopre di essere un Churikanay (Figlio del fuoco), in grado di controllare tutti gli elementi e sul quale gli incantesimi delle streghe non hanno effetto. La Direttrice gli propone di allearsi con lei per rubare i poteri della Prescelta e lui accetta solo per tenerla d'occhio per conto di Grachi. Nella seconda stagione comincia a uscire con Matilda, scopre di poter trasformare gli oggetti in quello che vuole e di non essere l'ultimo kanay esistente. Nella terza stagione viene lasciato da Matilda e si finge il fidanzato di Mecha per aiutarla a respingere Manu, iniziando a provare dei sentimenti per lei, ma rimane suo amico dopo averla vista baciare Manu. Poco dopo, s'innamora di Amaya e si fidanza con lei, nonostante il padre della ragazza non li voglia vedere insieme. I suoi poteri, essendo un Churikanay, sono di colore azzurro.

- Mercedes "Mecha" Estevez (stagioni 1-3), interpretata da Sol Rodríguez, doppiata da Patrizia Salerno.
È la migliore amica di Grachi, della quale conosce i poteri, sogna di diventare una stilista ed è innamorata di Chema. Nella prima stagione vive insieme alla madre Lolo nella casa di Matilda, che odia a causa della sua presunzione, e alla fine diventa la fidanzata di Chema. Nella seconda stagione comincia l'apprendistato per diventare una Guardiana come la madre, con la quale si è trasferita in un appartamento, al fine di diventare la Guardiana di Grachi. Nella terza stagione, riesce a entrare nella Scuola di Magia dopo alcune difficoltà; inoltre, per tener lontano Manu, finge che Diego sia il suo ragazzo, finendo, però, per innamorarsene davvero. In seguito, comincia a provare dei sentimenti per Manu e diventa la sua ragazza.

- José María[1]/Manuel[2] "Chema" Esquivel (stagioni 1-2), interpretato da Lance Dos Ramos, doppiato da Alessio Ward.
È il cugino di Daniel e un membro della squadra di nuoto dell'Escolarium, gli Squali. È un bravo cuoco e vive in casa Esquivel perché i suoi genitori sono in giro per il mondo; studente mediocre, è stato espulso da molte scuole a causa dei guai che ha combinato, ed è un donnaiolo. Nella prima stagione esce contemporaneamente con Katty e Lucía, ma alla fine s'innamora di Mecha, anche se per un breve periodo, a causa di un incantesimo di Matilda, corteggia Betty: per conquistarla, ruba i soldi che servono a Daniel per partecipare ai campionati internazionali di nuoto e, per recuperarli, inizia a lavorare come barista al Club 7. Nella seconda stagione scopre l'esistenza delle streghe e di essere stato bocciato. Nella terza stagione non è presente perché va a vivere con i suoi genitori: a causa dell'incantesimo che ha fatto perdere a tutti la memoria sull'esistenza della magia, è tornato con Katty, anche se la lascia poco dopo, e non ricorda di aver amato Mecha.

- Mía Novoa (stagioni 2-3), interpretata da María Gabriela de Faría, doppiata da Antonella Baldini.
Compare nella seconda stagione dopo un cameo nell'ultimo episodio della prima. È una strega sarcastica e superba, che usa i suoi poteri per fare quello che vuole; fa amicizia con Grachi solo per tenerla d'occhio perché vuole rubarle Daniel, di cui è innamorata e che fa di tutto per conquistare. Ha un fratello maggiore, Ignacio, e vive con lui e la madre; è punk e molto portata per gli sport. Frequentava la Scuola di Magia, ma è stata espulsa per colpa di Axel, con cui era fidanzata, che le ha addossato la colpa di una bravata che lui stesso aveva commesso; viene, però, riammessa grazie all'intervento di Amaya nel corso della terza stagione. Quando Daniel si trasferisce alla Moderna si fa espellere dall'Escolarium per seguirlo, ma, poiché il ragazzo continua a pensare a Grachi, si allea con Leo e Athena per vendicarsi della ragazza. Matilda e Grachi, però, le fanno dimenticare di essere una strega con un incantesimo: la ragazza diventa così una delle Pettegole e la migliore amica di Rosa. Nell'episodio 10 della terza stagione, grazie all'aiuto di Amaya, ritrova la memoria e prova di nuovo a far innamorare Daniel di lei; inoltre, diventa il nuovo capitano degli Squali quando Daniel si assenta da scuola perché trasformatosi in Chow Mein a causa di un meteorite. Alla fine diventa amica di Grachi e rinuncia a Daniel. I suoi poteri sono di colore viola.

- Leonardo "Leo" Martinez (stagioni 2-3), interpretato da Willy Martin, doppiato da Marco Vivio e da Daniele Di Matteo (dall'ep. 3x18).
È un nuovo studente che s'innamora di Grachi ed è appassionato di scienza: per questo si definisce "scienziato pazzo" e inventa molte cose strane. Entra a far parte degli Squali, che non ne sono molto felici e per questo lo chiamano "coscietta di pollo", e la sua materia preferita è la chimica; mira, con le sue invenzioni, a conquistare Grachi e prende Valeria come assistente. Alla partenza di Daniel per la Moderna, diventa il nuovo capitano degli Squali. Quando Grachi lo rifiuta una seconda volta, decide di vendicarsi di lei e, dopo aver ottenuto il controllo dell'elettricità con un'invenzione, si allea con Athena e Mía. Dopo essere stato buttato in un lago da Daniel, perde i poteri acquisiti, ma gli spuntano delle branchie. Nella terza stagione progetta di vendicarsi eliminando la magia e si fidanza con Valeria, che si scopre essere un robot da lui creato.

- Axel Vélez (stagioni 2-3), interpretato da Danilo Carrera, doppiato da ? (episodio 2x85) e Alessio Ward.
È un mago che si diverte a fare scherzi con il suo migliore amico Manu. Ha paura dei clown, è bravo nel disegno e fa parte della squadra di nuoto della Balboa, gli Scorpioni. È il figlio di Erick Vélez, un uomo molto ricco che lo giudica un incapace e gli preferisce la sorella minore Amaya. La sua ambizione più grande è rubare i poteri della Prescelta e prendere il suo posto; per questo, finge di essere innamorato di Grachi per conquistare la sua fiducia. Alla fine, Daniel lo teletrasporta indietro nel tempo grazie a una collana di meteorite. I suoi poteri sono di colore arancione rossastro.

- Manuel "Manu" (stagione 3), interpretato da Jesus Neyra, doppiato da Stefano Onofri.
È un mago che si diverte a fare scherzi con il suo migliore amico Axel. Ha un originale senso dell'umorismo, ma cambia quando s'innamora, ricambiato, di Mecha. Quando Axel decide di distruggere i Kanay insieme a Grachi malvagia, Manu rompe la loro amicizia. Fa parte della squadra di nuoto della Balboa, gli Scorpioni. I suoi poteri sono di colore arancione pallido, tendente al giallo.

## Personaggi secondari
- Kathiusca "Katty" (stagioni 1-3), interpretata da Sharlene Taulé, doppiata da Barbara Pitotti e da ? (dall'ep. 3x18).
Una delle Pantere Rosse di Matilda, è innamorata di Chema ed è una della studentesse più brave della scuola, anche se non vuole che nessuno lo sappia. Nella seconda stagione si offre di aiutare Chema a studiare quando il ragazzo torna a scuola e nell'episodio 35 si fidanza con lui, che la lascia poco dopo perché è ancora innamorato di Mecha. All'inizio della terza stagione è fidanzata con Chema, ma lui la lascia perché non riesce a gestire una relazione a distanza. Insieme a Dotty, diventa l'assistente di Úrsula.
- Dorothea "Dotty"(stagioni 1-3), interpretata da María Del Pilar Pérez, doppiata da Cinzia Villari.
Una delle Pantere Rosse, le piace il colore rosa e nella prima stagione s'innamora di una lucertola trasformata in ragazzo da Matilda, che chiama Eduardo. Le viene sempre chiusa la porta in faccia. Nella terza stagione, insieme a Katty, diventa l'assistente di Úrsula.
- Antonio "Tony" Gordillo (stagioni 1-3), interpretato da Mauricio Hénao, doppiato da Alberto Caneva.
È il "secchione" della scuola ed è innamorato di Grachi; viene preso in giro da tutti perché è negato nello sport, ma poi, quando Julio vede la sua bravura nel nuoto, lo inserisce negli Squali e il ragazzo diventa popolare. Suo padre lavora nella mensa della scuola. In seguito, s'innamora di Lucía e, dopo aver ottenuto una borsa di studio, lascia la città per frequentare l'Accademia delle Scienze. Nella seconda stagione, dopo aver ricevuto una lettera di Grachi e averla vista nello specchio delle anime gemelle, torna a Città Incantata e le confessa di essere un mago, aiutandola ad affrontare Mía, Leo e Athena al matrimonio tra Francisco e Úrsula. Nella terza stagione, cerca in tutti i modi di far innamorare Grachi di sé, arrivando a incantare un balsamo per labbra in modo che la ragazza, quando lo mette, provi amore per lui; nell'episodio 10, però, Mecha distrugge il balsamo per labbra e Axel imprigiona Tony nello specchio di un portacipria. I suoi poteri sono di colore azzurro nella seconda stagione, gialli nella terza.
- Amaya Vélez (stagione 3), interpretata da Ana Carolina Grajales, doppiata da Milvia Bonacini.
È una strega arrogante, che in seguito si rivela buona e gentile, sorella minore di Axel. È uguale a Valeria, riconoscibile solo grazie al colore dei capelli, al look e al carattere, perché Valeria è un robot creato da Leo con le sue sembianze. È la migliore amica di Mía e le fa tornare la memoria; s'innamora, ricambiata, di Diego, nonostante il padre non voglia vederli insieme, visto che Diego è un kanay e lei una strega. I suoi poteri sono di colore bianco.
- Úrsula Román (stagioni 1-3), interpretata da Katie Barberi, doppiata da Patrizia Bracaglia.
La madre di Matilda, è una strega senza poteri; è vedova e s'innamora a prima vista di Francisco. È la ricca proprietaria della catena di negozi sportivi Úrsula Sport Inc. e ha il vizio di aggiungere il suffisso Winki ad ogni nome; sbaglia sempre il nome di Diego. Nella seconda stagione comincia a uscire con Francisco, che alla fine sposa, e gli fa da assistente a scuola. Nella terza stagione sente molto la mancanza di Matilda e diventa l'allenatrice degli Squali. Ammira Alba de la Isla e, quando scopre che è la nonna di Grachi, insiste per conoscerla. I suoi poteri, per il breve periodo in cui li possiede nella seconda stagione, sono di colore arancione pallido.
- Francisco Alonso (stagioni 1-3), interpretato da Ramiro Fumazoni, doppiato da Andrea Ward.
Il padre di Grachi, è vedovo e familiarizza subito con Úrsula, anche perché lei gli sta appiccicata tutto il giorno; prepara dei sandwich dai gusti ripugnanti, ma la figlia li mangia per fargli un piacere. Insegna matematica all'Escolarium e ha una simpatia per Tony, mentre non sopporta Daniel. Alla fine della prima stagione diventa il nuovo Direttore dell'Escolarium; nella seconda stagione comincia una relazione con Úrsula, che sposa. Nella terza stagione scopre l'esistenza delle streghe.
- Guillermo (stagioni 1-3), interpretato da Guilherme Apollonio, doppiato da Furio Pergolani e Leonardo Caneva (ep. 3x27, 3x29).
È uno degli Squali ed è il migliore amico di Diego. Ha una sorellina più piccola, Diana, dell'età di Melanie; sua madre è una ballerina di samba. All'inizio della prima stagione gli piace Betty, poi Silvia, con la quale si fidanza, ma poi lei lo lascia. Nella seconda stagione s'innamora di Rosa e i due cominciano a uscire insieme, tenendo inizialmente la cosa nascosta a Diego. Quando Rosa scopre dell'esistenza della magia, la coppia decide di farsi cancellare i ricordi per non rischiare di tradire qualcuno, dimenticando così anche i sentimenti reciproci. Nella terza stagione torna a conoscenza della stregoneria e si fidanza di nuovo con Rosa.
- Carlos (stagioni 1-3), interpretato da Yony Hernandez, doppiato da Diego Baldoin e Daniele Di Matteo (dall'ep. 3x10).
È uno degli Squali ed è appassionato di film. Nella seconda stagione diventa per breve tempo oggetto dell'attenzione di Matilda quando quest'ultima cerca un nuovo ragazzo per far ingelosire Diego dopo che si sono lasciati. Nella terza stagione corteggia Mía e scopre di nuovo l'esistenza della magia.
- Sebastián (stagioni 1-3), interpretato da Carlos Arrechea, doppiato da George Castiglia.
È uno degli Squali, gli piace fare rutti e non ama lavarsi. Viene preso in giro dagli altri Squali perché non riesce a fidanzarsi a causa della sua mania di non pulirsi; il suo migliore amico è Carlos. Nella seconda stagione, Daniel, che aveva ottenuto per errore i poteri di Matilda, lo trasforma per breve tempo in un maialino. Nella terza stagione corteggia Mía e scopre di nuovo l'esistenza della magia.
- Rosa Forlán (stagioni 1-3), interpretata da Raquel Rojas, doppiata da Micaela Incitti (stagione 1) e Monica Bertolotti (stagioni 2-3).
È la sorella minore di Diego, con il quale non è in buoni rapporti, e di Alejandra. Il capo delle Pettegole, nota come la sogna di diventare una grande reporter e per questo ha sempre il cellulare a portata di mano per pubblicare sul suo blog, la Chiacchierosa, quello che vede o sente a scuola. Nella seconda stagione s'innamora di Guillermo e i due cominciano a uscire insieme nell'episodio 29, tenendo inizialmente la cosa nascosta a Diego, che è molto geloso delle sue sorelle e non vuole che abbiano il ragazzo; pratica arti marziali, tiro con l'arco, tennis ed equitazione. Quando scopre dell'esistenza della magia, lei e Guillermo decidono di farsi cancellare i ricordi, dimenticando così anche i sentimenti reciproci. Nella terza stagione torna a conoscenza della magia e si fidanza di nuovo con Guillermo.
- Silvia (stagioni 1-3), interpretata da Angela Rincón, doppiata da Tiziana Profumi.
È una delle Pettegole e nella prima stagione esce con Guillermo, prima di lasciarlo. È una calamita per gli incantesimi, dei quali finisce spesso vittima.
- Lucía (stagioni 1-3), interpretata da Wendy Regalado, doppiata da Cristina Poccardi.
È una delle Pettegole e adora la chimica e la matematica, cosa che ha in comune con Tony; è l'alunna con la media più alta dell'Escolarium. Inizialmente è innamorata di Chema e fa di tutto per far ingelosire Katty, ma in seguito s'innamora di Tony. Alla fine della prima stagione aiuta Grachi contro la Direttrice; nella seconda stagione, visto che Tony è innamorato di Grachi, è delusa dall'essere per lui soltanto un'amica.
- Valeria (stagioni 2-3), interpretata da Ana Carolina Grajales, doppiata da Milvia Bonacini.
È una delle Pettegole e ha una cotta per Leo, del quale diventa l'assistente. Lavora al 7 ed è una delle studentesse più brave della scuola. Nella terza stagione scopre di essere un robot creato da Leo, ma Grachi la trasforma in una ragazza normale e Valeria alla fine si fidanza con Leo e va a vivere a casa di Mecha.
- Viviana (stagione 2), interpretata da Laura Piquero, doppiata da Tiziana Magnani.
È una delle Pettegole ed è innamorata di Miguel.
- Ignacio "Nacho" Novoa (stagione 2), interpretato da Juan Pablo Llano, doppiato da Michele Botrugno.
È il fratello maggiore di Mía e diventa il nuovo allenatore dei Delfini. È stato un campione di nuoto, ma ha dovuto abbandonare a causa di un incidente alla caviglia causato dalla sorella. S'innamora di Alejandra.
- Alejandra Forlán (stagione 2), interpretata da Diana Osorio, doppiata da Deborah Ciccorelli.
È la sorella maggiore di Diego e Rosa; si è appena laureata e, oltre a lavorare alla spiaggia e a fare l'istruttrice di sub, viene assunta come bagnina all'Escolarium. In seguito diventa l'allenatrice degli Squali al posto di Ricardo ed è estremamente severa. Suo padre è veterinario e anche a lei piacciono molto gli animali, soprattutto quelli acquatici. S'innamora di Ignacio.
- Beatriz "Betty" (stagione 1), interpretata da Alexandra Pomales, doppiata da Elvira Sferrazza.
È un membro delle Pantere Rosse, ed è molto infantile e tonta; a causa della sua stupidità, si lascia più volte sfuggire i segreti di Matilda. Le piace Guillermo, ma, per un incantesimo, Chema inizia a farle la corte con grande disappunto di Katty e Mecha. Non compare più a partire dall'episodio 44, e nel 47 Katty e Dotty dicono che Matilda l'ha mandata in un'altra scuola.
- Lolo Estevez (stagioni 1-2), interpretata da Marisela González, doppiata da Valeria Perilli (stagione 1) e Emanuela Amato (stagioni 2-3).
È la madre di Mecha. Nella prima stagione vive a casa Román ed è l'assistente di Úrsula; è inoltre la Guardiana di Matilda e il suo compito è fare da tutrice a Sibilo, intrappolato nell'anello. Nella seconda stagione si trasferisce in un appartamento con la figlia e compare solo in alcuni episodi per darle consigli e un cellulare-Oracolo. Nella terza stagione non compare, anche se Mecha la nomina in alcuni dialoghi e Úrsula afferma che è diventata la direttrice della Úrsula Sport Inc..
- Kim (stagioni 2-3), interpretata da Virginia Nuñez, doppiata da Laura Massei.
È una Churikanay che compare per la prima volta nell'episodio 60 della seconda stagione. È alla ricerca di un ragazzo "con le braccia di fuoco", che si scopre poi essere Diego. Kim s'innamora di lui e comincia a frequentare l'Escolarium, vivendo a casa di Diego e fingendo di essere una studentessa dell'interscambio culturale. Quando viene scoperta, decide di partire per cercare altri Kanay e chiede a Diego di seguirla, ma alla fine parte da sola. Se si arrabbia perde il controllo dei suoi poteri, causando dei terremoti. È stata adottata quando era molto piccola e la sua famiglia non sa nulla dei suoi poteri.
- Ivis (stagione 2), interpretata da Silvana Arias, doppiata da Monica Bertolotti.
È il capo del Concilio delle Streghe, formato da lei, Athena e Priscila. È l'ex insegnante di Mía. Dopo aver saputo che Athena è una strega cattiva, la espelle dal Concilio e, nell'ultima puntata, la imprigiona con l'aiuto di Priscilla. I suoi poteri sono di colore viola scuro.
- Priscila (stagione 2), interpretata da Wanda D'Isidoro, doppiata da Cinzia Villari.
È una strega, membro del Concilio delle Streghe insieme a Ivis e Athena. È molto scherzosa e infantile. Nell'ultima puntata della seconda stagione, con l'aiuto di Ivis, imprigiona Athena e dice a Grachi di essere la benvenuta alla Scuola di Magia. I suoi poteri sono di colore verde acqua.
- Athena (stagione 2), interpretata da Paulina Gálvez, doppiata da Daniela Igliozzi.
È una strega, membro del Concilio delle Streghe insieme a Ivis e Priscila. Conosce Úrsula, alla quale rubò un fidanzato, dalle superiori e s'innamora di Francisco: si finge così un ispettore scolastico per cercare di conquistarlo. Quando viene espulsa dal Concilio perché, grazie a Grachi, si scopre che è una strega cattiva, decide di vendicarsi e sabotare il matrimonio di Francisco e Úrsula insieme a Leo e Mía: viene però intrappolata e rinchiusa da Ivis e Priscilla. I suoi poteri sono di colore rosso scuro.
- Demetria (stagione 2), interpretata da Laura Ferretti, doppiata da Stefanella Marrama.
È una strega buona che compare per la prima volta nell'episodio 52 e rimane per pochi episodi. È intrappolata all'interno di un quadro da secoli a causa dell'incantesimo di una strega, che si scopre poi essere Athena. Viene liberata da Grachi, della quale diventa amica. Compone canzoni e cita sempre degli strani proverbi. I suoi poteri sono di colore arancione.
- Cussy Canosa (stagione 1), interpretata da Liannet Borrego.
La segretaria dell'Escolarium, è una strega buona in contrasto con la Direttrice. È innamorata di Julio e quando scopre che Grachi ha dei poteri l'aiuta a gestirli, diventando la sua tutrice. Finisce in trappola in un anello, ma poi viene liberata da Grachi; inoltre, l'aiuta a sconfiggere la Direttrice. Alla fine della prima stagione parte con Julio per trovare il modo di ritrasformarlo in umano. I suoi poteri sono di colore argento.
- Julio (stagione 1), interpretato da Lino Martone, doppiato da Luca Landi.
L'allenatore della squadra di nuoto, gli Squali, e di quella di calcio, è il figlio della Direttrice. È fidanzato con Cussy, anche se spesso le mente perché vuole acquisire di nuovo i suoi poteri di Churikanay, rubati dalla madre quando era piccolo. Alla fine della prima stagione viene trasformato in un pesce dalla madre.
- Direttrice (stagione 1), interpretata da Martha Pabón, doppiata da Stefania Romagnoli.
La preside della scuola, è una strega cattiva e severa che vuole trasformare l'Escolarium in un luogo noioso dove gli studenti possano solo studiare. Con il tempo i suoi poteri si sono indeboliti e per questo ha bisogno del libro Hecsoren e una giovane strega potente alla quale rubare i poteri durante una eclissi di luna. Propone a Grachi, Matilda e Diego di allearsi con lei, ma solo Matilda accetta. Viene infine sconfitta e trasformata in un cane da Grachi e Matilda. Il suo nome non viene mai rivelato e non vuole che suo figlio Julio abbia una fidanzata. I suoi poteri sono viola scuro.
- Verónica (stagione 1), interpretata da Erika Navarro, doppiata da Milvia Bonacini.
È una delle Pettegole e ha lunghi capelli biondi. È tonta ed è una delle tante ammiratrici di Guillermo.
- Carolina (stagione 1), interpretata da Elizabeth Lazo, doppiata da Deborah Ciccorelli.
È una delle Pettegole e ha corti capelli castani.
- Marta (stagione 1), interpretata da Gabriela Guevara, doppiata da Diana Anselmo.
È una delle Pettegole e ha lunghi capelli neri. Compare durante i preparativi del festival dei giovani talenti, durante il quale aiuta Miguel a entrare all'Escolarium per giocare uno scherzo agli Squali. È innamorata di Miguel, ma poi scopre che a lui piace Grachi e ne resta ferita. È brava a preparare dolci.
- Sibilo Santiéstebàn (stagione 1), interpretato da William Valdes, doppiato da Furio Pergolani.
È l'oracolo di Lolo, un mago sedicenne imprigionato in un anello da quattrocento anni. Viene liberato da Grachi e, utilizzando l'ipnosi, fa credere a Francisco di essere un lontano cugino di Grachi arrivato dall'estero e inizia a vivere con gli Alonso, oltre che a frequentare l'Escolarium. Diventa complice di Matilda, fingendo di essere amico di Grachi, ma in realtà vuole impossessarsi dell'Hecsoren per diventare potente e vendicarsi della Direttrice che lo aveva imprigionato nel suo anello secoli prima. È innamorato di Mecha e cerca di allontanare Chema da lei. Si allea con Matilda e la Direttrice per distruggere Grachi e Cussy e per mettersi con Mecha, ma, per amore della ragazza, alla fine viene trasformato in un paio di bermuda per aver tradito la Direttrice.
- Cristina Esquivel (stagioni 1-2), interpretata da Adriana Cataño, doppiata da Irene Di Valmo.
È la madre di Daniel e fa l'agente immobiliare.
- Ricardo Esquivel (stagioni 1-3), interpretato da Manuel Carrillo, doppiato da Mimmo Strati.
È il padre di Daniel e lavora in una casa editrice. Nella seconda stagione diventa per breve tempo l'allenatore degli Squali, mentre nella terza insiste affinché Daniel vada a studiare all'Associazione Giovani Sportivi.
- Melanie Esquivel (stagioni 1-2), interpretata da Evaluna Montaner, doppiata da Emanuela Ionica.
È la sorellina di Daniel e ha una cotta per Guillermo. Durante la prima stagione viene trasformata in un criceto da Matilda, dopo aver scoperto che sia lei, sia la Direttrice sono streghe, ma torna normale grazie a Grachi, dimenticando tutto della magia. All'inizio della seconda stagione frequenta un campo estivo di danza e torna tre settimane dopo. La sua migliore amica è Diana e il suo sogno è diventare una modella. È molto amica di Grachi e chiama i suoi fratelli "cavernicoli".
- Luis Esquivel (stagioni 1-3), interpretato da Cristian Campocasso, doppiato da Daniela Abbruzzese (stagioni 1-2) e ? (stagione 3).
È uno dei fratellini di Daniel e combina molti scherzi a Matilda insieme a Roberto. Ama la musica ed è un bravo DJ; ha creato insieme a Roberto una discoteca in garage, il "Discorage". Nella terza stagione comincia a uscire con Diana.
- Roberto Esquivel (stagioni 1-2), interpretato da Andrés Cotrino, doppiato da Leonardo Caneva.
È uno dei fratellini di Daniel e combina molti scherzi a Matilda insieme a Luis. Odia i compiti e ha buone capacità investigative. Ha un'iguana di nome Dani. Nella seconda stagione per un breve periodo di tempo diventa l'assistente di Leo, tanto che si fa chiamare "Mini Leo".
- Miguel (stagioni 1-2), interpretato da Alex Rosguer, doppiato da Fabrizio De Flaviis e Leonardo Graziano (ep. 2x01-2x23).
Frequenta la Moderna ed è il capitano della squadra di nuoto dei Delfini; ha una cotta per Grachi e pensa solo a sconfiggere Daniel. Nella seconda stagione, a causa del clone cattivo di Grachi, crede che la ragazza sia innamorata di lui e resta deluso quando la vera Grachi lo rifiuta. Quando Daniel si trasferisce alla Moderna, lascia i Delfini e se ne va.
- Diana (stagioni 1-3), interpretata da Nicole Apollonio.
È la sorellina di Guillermo e migliore amica di Melanie. Nella terza stagione compare a volte tra gli avventori della mensa dell'Escolarium e viene detto da Guillermo che ha cominciato a uscire con Luis.
- Fernando Gordillo (stagioni 1-3), interpretato da Francisco Chacín.
È il padre di Tony e il bidello dell'Escolarium. Si occupa anche della mensa.
- María Graciela "Maggie" de la Isla (stagione 3), interpretata da Natasha Domínguez.
È la madre defunta di Grachi, una strega che Daniel e Grachi incontrano durante un viaggio nel tempo nel 1988. I suoi poteri sono di colore rosa.
- Alba de la Isla (stagione 3), interpretata da Marisol Calero.
La direttrice della Scuola di Magia, è una strega molto potente, temuta e famosa, e la nonna di Grachi. Non approva le relazioni tra streghe ed esseri umani: per questo detesta Francisco perché avrebbe voluto che sua figlia sposasse un mago, e non le sta simpatico Daniel. Rimpiange di non aver potuto dire a Maggie che le voleva bene prima che la figlia morisse. I suoi poteri sono di colore verde.
- Erick Vélez (stagione 3), interpretato da Carlos Acosta, doppiato da ?
Il padre di Axel e Amaya, è un ricco e importante imprenditore, che nel 1988, all'età di diciassette anni, inventò una tecnologia molto simile a quella del cellulare; conosce già Francisco perché erano in classe insieme. Ha una personalità fredda e scostante, ed è molto esigente, soprattutto nei confronti di Axel, che considera un buono a nulla. Usa la magia solo in caso di necessità e odia i kanay: per questo non vuole che Amaya, la figlia prediletta, frequenti Diego; inoltre, desidera rubare i poteri di Grachi per far diventare Amaya la nuova Prescelta. I suoi poteri sono di colore azzurro pallido.
- Mirna (stagione 3), interpretata da Gledys Ibarra.
Insegnante alla Scuola di Magia, è una strega molto potente che ama divertirsi. È una donna eccentrica, drammatica ed esagerata che indossa sempre una parrucca rosa brillante. I suoi poteri sono di colore giallo scuro.
- Tín (stagione 3), interpretato da Ed Molina, doppiato da Andrea Ward.
È il guardiano del Buco Oscuro, il luogo in cui vengono raccolti tutti gli oggetti smarriti, verso i quali è molto possessivo perché li considera suoi. Gli sta molto simpatica Grachi. I suoi poteri sono di colore azzurro, ma non è proprio uno stregone.